# Козловский, Александр Александрович
Александр Александрович Козловский (род. 1 сентября 1944, Ленинград, СССР) — российский государственный и политический деятель. Депутат Государственной Думы Российской Федерации IV и V созыва. Член фракции «Единая Россия». Вице-президент Олимпийского комитета Российской Федерации (1992–2003). Кандидат педагогических наук (1999).

## Биография
Александр Козловский родился 1 сентября 1944 года в Ленинграде. В 1961 году поступил в Ленинградский электротехнический институт связи им. профессора М.А. Бонч-Бруевича (ЛЭИС). В 1966 году окончил институт по специальности «радиоинженер». После окончания учёбы, с 1967 по 1970 год, работал младшим научным сотрудником, ассистентом кафедры теоретической радиотехники ЛЭИС.
С 1970 года инструктор отдела Центрального отдела Всесоюзного ленинского коммунистического союза молодёжи (ВЛКСМ) по связям с молодежными организациями социалистических стран. 
C 1976 по 1981 год — начальник отдела связей с Национальным олимпийским комитетом (НОК), заместитель Международного управления Организационного комитета Олимпийских Игр, помощник заместителя председателя Совета Министров СССР, председателя Организационного комитета Олимпийских Игр 1980 года.
С 1981 года старший референт, затем ответственный секретарь Комиссии Президиума Совета Министров СССР по охране окружающей среды и рациональному использованию ресурсов. С 1986 года по 1991 год исполнял обязанности начальника Международного управления спортивных связей, заместителя председателя Госкомспорта СССР.
В 1991 году назначен заместителем председателя Олимпийского комитета СССР. С марта 1992 по декабрь 2003 года —  вице-президент Олимпийского комитета России.
В декабре 2003 года выдвигался от партии «Единая Россия» в депутаты Государственной Думы, по итогам выборов избран депутатом Государственной Думы IV созыва. Вошёл в состав комитета Госдумы по международным делам.
В декабре 2005 года Александр Козловский избран почётным вице-президентом Олимпийского комитета России.
11 декабря 2007 года на выборах депутатов Государственной думы V созыва избран в составе федерального списка кандидатов, выдвинутого Всероссийской политической партией «Единая Россия». В думе был членом Комитета по делам Содружества Независимых Государств и связям с соотечественниками.
23 ноября 2013 года вошёл в состав исполнительного комитета Европейских олимпийских комитетов (EOC).

## Законотворческая деятельность
С 2003 по 2011 год, в течение исполнения полномочий депутата Государственной Думы IV созыва, выступил соавтором поправки к проекту федерального закона "Об общественных объединениях".

## Награды
- Орден «Знак Почёта» (1980)
- Орден «Дружбы» (1997)
- Почётное звание «Заслуженный работник физической культуры» (2002)
- Медаль «В память 1000-летия Казани» (2005)
- Медаль «За доблестный труд. В ознаменование 100-летия со дня рождения В.И.Ленина» (1970)
- Серебряный Олимпийский орден МОК (1994)
- Благодарность Правительства Российской Федерации (14 ноября 2011 года) — за многолетнюю плодотворную законотворческую деятельность[6]